# Полтавський сільський округ (Атбасарський район)
Полта́вський сільський округ (каз. Полтавка ауылдық округі, рос. Полтавский сельский округ) — адміністративна одиниця у складі Атбасарського району Акмолинської області Казахстану. Адміністративний центр — село Полтавка.
Населення — 797 осіб (2021; 1067 у 2009, 1062 у 1999, 1253 у 1989).
Станом на 1989 рік існували Покровська сільська рада (село Покровка) та Полтавська сільська рада (села Полтавка, Славинка, Тітовка). 1993 року з них було утворено Полтавський сільський округ (села Полтавка, Покровка, Тітовка). Пізніше село Покровка утворило окремий Покровський сільський округ.

## Склад
До складу округу входять такі населені пункти:
| Населений пункт | Колишні назви | Населення, осіб (1989) | Населення, осіб (1999) | Населення, осіб (2009) | Населення, осіб (2021) |
| --------------- | ------------- | ---------------------- | ---------------------- | ---------------------- | ---------------------- |
| Полтавка, село  | -             | 1014                   | 897                    | 919                    | 676                    |
| Славинка, село  | -             | 10                     | -                      | -                      | -                      |
| Тітовка, село   | -             | 229                    | 165                    | 148                    | 121                    |